# Condado de Zaldívar
El condado de Zaldívar es un título nobiliario español creado por el monarca Carlos IV en 1798 a favor de José Manuel Zaldívar y Murguía, natural de La Habana, Coronel Graduado y Capitán de Milicias disciplinarias de La Habana, Regidor del Ayuntamiento y alcalde ordinario de La Habana, y caballero de la Orden de Santiago, con el vizcondado previo de Bahía Honda de la Real Fidelidad, posteriormente segregado en 1856 como el vizcondado de Bahía Honda de la Real Fidelidad y otorgado como nueva creación a José Manuel Hurtado de Zaldívar y Heredia, IV conde de Zaldívar.

## Condes de Zaldívar
|                        | Titular                                                      | Periodo                |
| Creación por Carlos IV | Creación por Carlos IV                                       | Creación por Carlos IV |
| ---------------------- | ------------------------------------------------------------ | ---------------------- |
| I                      | José Manuel Zaldívar y Murguía                               | 1798-1815              |
| II                     | Francisco Rafel Gabino de Zaldívar y Tantete                 | 1815-1822              |
| III                    | Martín José de Zaldívar y Tantete                            | 1822-1831              |
| IV                     | José Manuel Hurtado de Zaldívar y Fernández de Villavicencio | 1847-1894              |
| V                      | María del Carmen Hurtado de Zaldívar y Heredia               | 1894-1925              |
| VI                     | Carlos Andrés de Salamanca y Hurtado de Zaldívar             | 1929-1957              |
| VII                    | María Cristina de Salamanca y Caro                           | 1957-2009              |
| VIII                   | Alejandro Luis de Larisch-Mönnich y Salamanca                | 2016-actual titular    |

## Historia de los condes de Zaldívar
- José Manuel Zaldívar y Murguía (La Habana, 5 de agosto de 1752-13 de octubre de 1815), I conde de Zaldívar,[1] hijo de José Zaldívar y Ximénez, y de María Concepción Murguía y Cárdenas.[4]

Se casó en la catedral de La Habana el 22 de noviembre de 1773 con María del Carmen Tantete y Armenteros, hija de José Tantete y Dubruiller y de María Altagracia Armenteros y Guzmán y Pita y Figueroa. Le sucedió su hijo:
- Francisco Rafel Gabino de Zaldívar y Tantete (La Habana, 5 de noviembre de 1774-8 de abril de 1822), II conde de Zaldívar,[1] coronel de Milicias de Infantería y caballero de la Orden de Calatrava.[6]

Se casó con María Catalina de Herrera y Herrera, hija de José Miguel Herrera y Zayas-Bazán, marqués de Villalta, y de María Gabriela Herrera y Chacón. Sin descendencia, le sucedió su hermano:
- Martín José de Zaldívar y Tantete, (La Habana, 28 de enero de 1778-19 de diciembre de 1831), III conde de Zaldívar,[1] coronel de Infantería agregado al Estado Mayor de La Habana, gentilhombre de cámara de S.M., y caballero de las órdenes de San Hermenegildo y de Alcántara.[7]

Se casó con Mariana Fernández Trevejo y Duarte, hija de Manuel Fernández Trevejo y Rives y de Tomasa Duarte y del Rey Bravo. Sin descendencia, le sucedió su sobrino, hijo de su hermano José Manuel de Zaldívar y Tantete y de María del Carmen Fernández de Villavicencio y Cañas, hija de Lorenzo Justino Fernández de Villavicencio y Núñez de Villavicencio, II duque de San Lorenzo de Valhermoso y de María Eulalia de Cañas y Portocarrero, condesa de Benalúa:
- José Manuel María Hurtado de Zaldívar y Fernández de Villavicencio, Tantete y Cañas, (San Fernando, Cádiz, 18 de abril de 1811-Madrid, 9 de mayo de 1894), IV conde de Zaldívar,[1] I vizconde de Portocarrero (1856), II marqués de Villavieja, (1845) senador del Reino, Gran Cruz y Collar de la Orden de Carlos III y gentilhombre de cámara de S.M. con ejercicio y servidumbre.[2]

Se casó con Isabel Heredia Livermore, dama de la reina y de la Banda de la Orden de María Luisa, hija de Manuel Agustín Heredia y de Isabel Livermore Salas. Le sucedió su hija:
- María del Carmen Hurtado de Zaldívar y Heredia, (Málaga, 31 de enero de 1851-13 de noviembre de 1925), V condesa de Zaldívar[1] y II vizcondesa de Bahía Honda de la Real Fidelidad (1894).[3]

Se casó con Fernando Salamanca Livermore, II marqués de Salamanca (1883), III conde de los Llanos (1883), grande de España. Le sucedió su hijo:
- Carlos Andrés de Salamanca y Hurtado de Zaldívar, (Bayona, Francia, 23 de agosto de 1887-27 de agosto de 1975),[9] VI conde de Zaldívar,[1] IV marqués de Salamanca (1955), IV conde de los Llanos (1955),[9] y III vizconde de Bahía Honda de la Real Fidelidad (1920).[3]

Se casó en primeras nupcias el 5 de noviembre de 1919 con Isabel Caro Guillamás y en segundas con Margarita Varela Martorell. Le sucedió su hija del primer matrimonio:
- María Cristina de Salamanca y Caro, (Madrid, de enero de 1922-7 de mayo de 2009), VII condesa de Zaldívar.[1]

Se casó con Íñigo de Loyola de Arteaga y Falguera, XVIII  duque del Infantado (1951), XIV duque de Francavilla (rehabilitado a su favor en 1921), XIV marqués de Armunia, XIII marqués de Ariza, XIII marqués de Estepa, XIX marqués de Santillana, XVI marqués de Cea, X marqués de Monte de Vay, IX marqués de Valmediano, XIII marqués de Vivola, XIX conde del Real de Manzanares, XI conde de Santa Eufemia, XII conde de la Monclova, V conde del Serrallo, VI conde de Corres, XXI conde de Saldaña, XVII conde del Cid, IV conde de Santiago, XXI señor de la Casa de Lazcano. Sin descendencia. Le sucedió su sobrino, hijo de su hermana María de Lourdes de Salamanca y Caro, VI condesa de los Llanos (1979) y de su segundo matrimonio con Hans de Larisch Mönnich (de los condes de Larisch Mönnich):
- Alejandro Luis de Larisch-Mönnich y Salamanca, (Río de Janeiro, 26 de mayo de 1957), VIII conde de Zaldívar.[1]

Casado con Sagrario Lara García y Calvo. Padres de:
- Alejandro de Larisch-Mönnich y Lara, (Marbella, 10 de febrero de 1980).
- Yanira de Larisch-Mönnich y Lara, (Marbella, 18 de diciembre de 1985).